# Saint-Barthélemy (Isèra)
Saint-Barthélemy és un municipi francès situat al departament de la Isèra i a la regió d'Alvèrnia-Roine-Alps. L'any 2007 tenia 932 habitants.

## Demografia

### Població
El 2007 la població de fet de Saint-Barthélemy era de 932 persones. Hi havia 334 famílies de les quals 68 eren unipersonals (40 homes vivint sols i 28 dones vivint soles), 125 parelles sense fills, 109 parelles amb fills i 32 famílies monoparentals amb fills.
La població ha evolucionat segons el següent gràfic:
Habitants censats

### Habitatges
El 2007 hi havia 366 habitatges, 343 eren l'habitatge principal de la família, 9 eren segones residències i 13 estaven desocupats. 333 eren cases i 32 eren apartaments. Dels 343 habitatges principals, 247 estaven ocupats pels seus propietaris, 86 estaven llogats i ocupats pels llogaters i 10 estaven cedits a títol gratuït; 1 tenia una cambra, 10 en tenien dues, 42 en tenien tres, 77 en tenien quatre i 213 en tenien cinc o més. 284 habitatges disposaven pel capbaix d'una plaça de pàrquing. A 148 habitatges hi havia un automòbil i a 173 n'hi havia dos o més.

### Piràmide de població
La piràmide de població per edats i sexe el 2009 era:
| Homes | Edats   | Dones |
| ----- | ------- | ----- |
| 0     | 95 o +  | 0     |
| 0     | 90 a 94 | 0     |
| 0     | 85 a 89 | 4     |
| 8     | 80 a 84 | 0     |
| 16    | 75 a 79 | 16    |
| 12    | 70 a 74 | 20    |
| 24    | 65 a 69 | 12    |
| 24    | 60 a 64 | 16    |
| 20    | 55 a 59 | 16    |
| 36    | 50 a 54 | 24    |
| 32    | 45 a 49 | 36    |
| 28    | 40 a 44 | 16    |
| 28    | 35 a 39 | 40    |
| 20    | 30 a 34 | 16    |
| 32    | 25 a 29 | 16    |
| 20    | 20 a 24 | 28    |
| 28    | 15 a 19 | 44    |
| 16    | 10 a 14 | 28    |
| 24    | 5 a 9   | 28    |
| 20    | 0 a 4   | 12    |

## Economia
El 2007 la població en edat de treballar era de 573 persones, 379 eren actives i 194 eren inactives. De les 379 persones actives 339 estaven ocupades (211 homes i 128 dones) i 40 estaven aturades (13 homes i 27 dones). De les 194 persones inactives 50 estaven jubilades, 73 estaven estudiant i 71 estaven classificades com a «altres inactius».

### Ingressos
El 2009 a Saint-Barthélemy hi havia 353 unitats fiscals que integraven 971,5 persones, la mediana anual d'ingressos fiscals per persona era de 15.510 €.

### Activitats econòmiques
Dels 44 establiments que hi havia el 2007, 4 eren d'empreses de fabricació d'altres productes industrials, 12 d'empreses de construcció, 17 d'empreses de comerç i reparació d'automòbils, 2 d'empreses d'hostatgeria i restauració, 3 d'empreses financeres, 1 d'una empresa immobiliària, 3 d'empreses de serveis, 1 d'una entitat de l'administració pública i 1 d'una empresa classificada com a «altres activitats de serveis».
Dels 13 establiments de servei als particulars que hi havia el 2009, 1 era un taller de reparació d'automòbils i de material agrícola, 1 autoescola, 1 paleta, 4 guixaires pintors, 3 lampisteries, 1 perruqueria, 1 restaurant i 1 agència immobiliària.
Dels 7 establiments comercials que hi havia el 2009, 1 era un supermercat, 1 una botiga de més de 120 m², 1 una botiga de roba, 1 una botiga d'equipament de la llar, 1 una sabateria i 2 floristeries.
L'any 2000 a Saint-Barthélemy hi havia 18 explotacions agrícoles que ocupaven un total de 510 hectàrees.

## Equipaments sanitaris i escolars
El 2009 hi havia una escola elemental.

## Poblacions més properes
El següent diagrama mostra les poblacions més properes.